# Marstal
Marstal ist eine Hafenstadt an der Südostspitze der dänischen Insel Ærø. In Marstal lebten am 1. Januar 2023 2119 Einwohner.
Die Stadt bildet eine eigene Kirchspielsgemeinde (dän.: Sogn) Marstal Sogn und gehört zur Ærø Kommune in der Region Syddanmark. Bis 1864 gehörte die Stadt – wie ganz Ærø, das eine eigene Harde Ærø Herred bildete – zum Nordborg Amt des Herzogtums Schleswig, danach bis zur dänischen Verwaltungsreform von 1970 zum Svendborg Amt. Durch diese wurde Marstal Verwaltungssitz der eigenständigen Marstal Kommune im damaligen Fyns Amt, bis diese noch vor der dänischen Verwaltungsreform von 2007 zum 1. Januar 2006 mit der Nachbarkommune Ærøskøbing Kommune zur Ærø Kommune verschmolzen wurde.

## Städtepartnerschaft
Marstal ist Hafenstadt und beherbergt eine Seefahrtsschule. Unter anderem aufgrund dieser Gemeinsamkeit wurde am 13. Januar 1999 eine Städtepartnerschaft mit dem niedersächsischen Elsfleth beschlossen.
2006 wurden die selbständigen Kommunen der Insel zu einer einzigen Verwaltungseinheit, der Kommune Ærø zusammengefasst. Die Städtepartnerschaft wurde daher am 11. Mai 2007 rückwirkend zum 1. Januar 2006 in eine Städtepartnerschaft mit der neuen Kommune Ærø umgewandelt. Zum Jahresende 2014 wurde diese Städtepartnerschaft von dänischer Seite aufgekündigt.

## Seefahrt

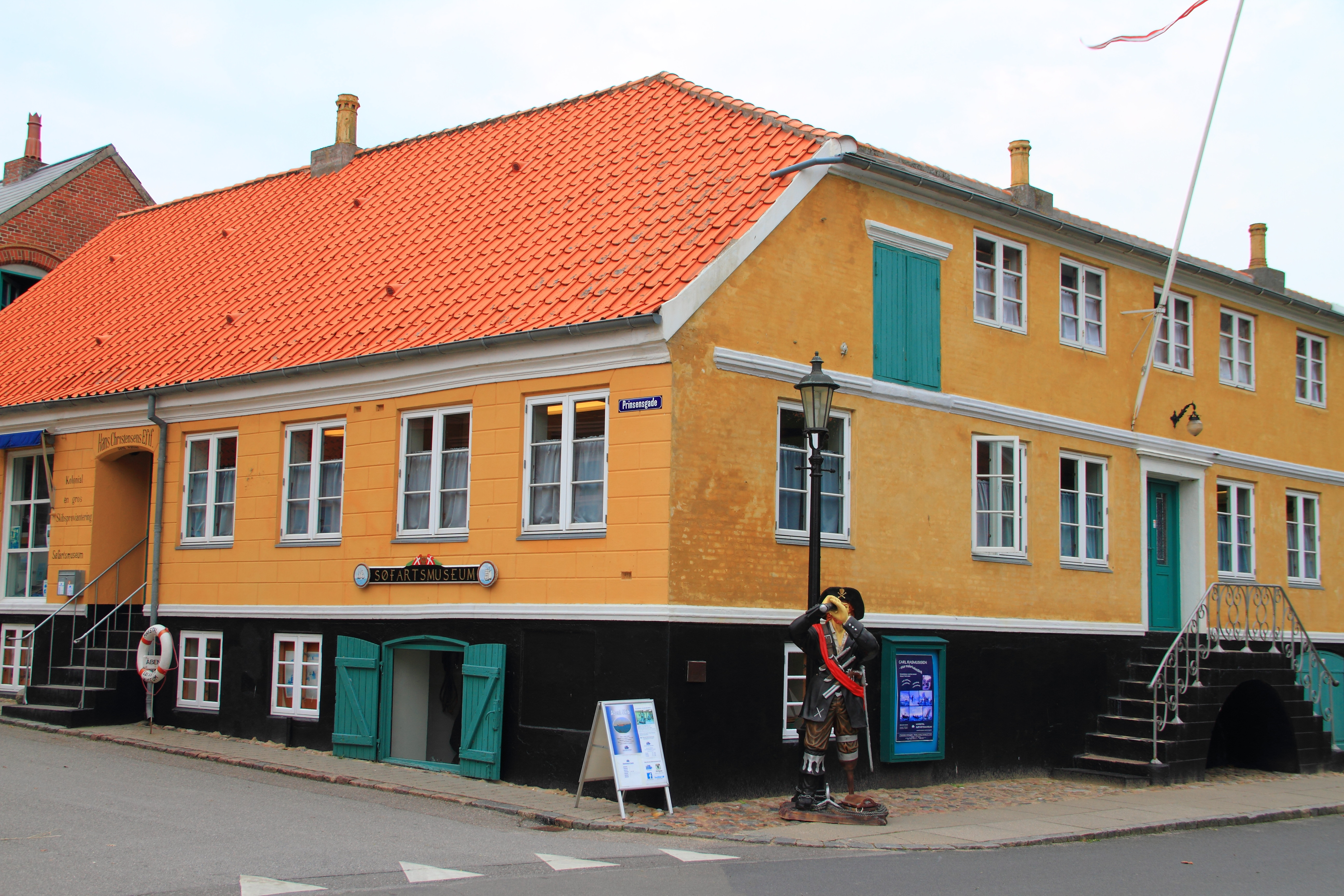
Das Seefahrtsmuseum in Marstal

Von ca. 1860 bis in die 1920er Jahre gehörte den Marstaler Reedern der nach Kopenhagen zweitgrößte Schiffsverband der dänischen Handelsflotte, hier hatten 300 große Segelschiffe ihren Heimathafen. Von 2008 bis 2012 wurde auf dem Eriksens Plads in Marstal, wo seit 1855 Schiffe gebaut und vom Stapel gelassen wurden, der Schoner Bonavista im Auftrag des Dänischen Nationalmuseums restauriert. Die Arbeiten konnten von einer Besucher-Plattform aus verfolgt werden. Über den Ablauf gaben Informationstafeln Auskunft. Heute hat die Bonavista ihren Liegeplatz am Kai nebenan. Auf dem Eriksens Plads wurde in der Folge das Spantengerüst der Bonavista nachgebaut, wieder einsehbar für Interessierte.
Das 1929 als Sammlung in einem Schiffshandel und dem benachbarten Packhaus begründete Marstaler Seefahrtsmuseum dokumentiert heute in umfangreichen Sammlungen mit originalen Artefakten – Schiffsmodelle und -portraits / -fotos, Buddelschiffe, Seekisten usw. – die Entwicklung der Schifffahrt, insbesondere in Dänemark. Das Museum umfasst nach Einbeziehung von Nachbargrundstücken inzwischen über 30 Ausstellungsräume, einschließlich einer Segel- und Seilerwerkstatt auf dem Dachboden eines der Gebäude und einem Navigationsraum mit Seekarten, Sextanten, Oktanten und handgeschriebenen Navigationsbüchern.

## Kirche
An historischen Gebäuden ist vor allem die im Jahre 1738 erbaute und 1772 erweiterte Kirche zu nennen, die erst 1920 aus Anlass der im Ergebnis des Ersten Weltkrieges erfolgten Wiedervereinigung Nordschleswigs mit Dänemark einen Turm erhielt. In der Kirche befindet sich ein mittelalterliches Taufbecken, ein Altarbild des Grönland- und Marinemalers Carl Rasmussen (1841–1893) und eine Frobenius-Orgel von 1973.

## Wirtschaft und Verkehr

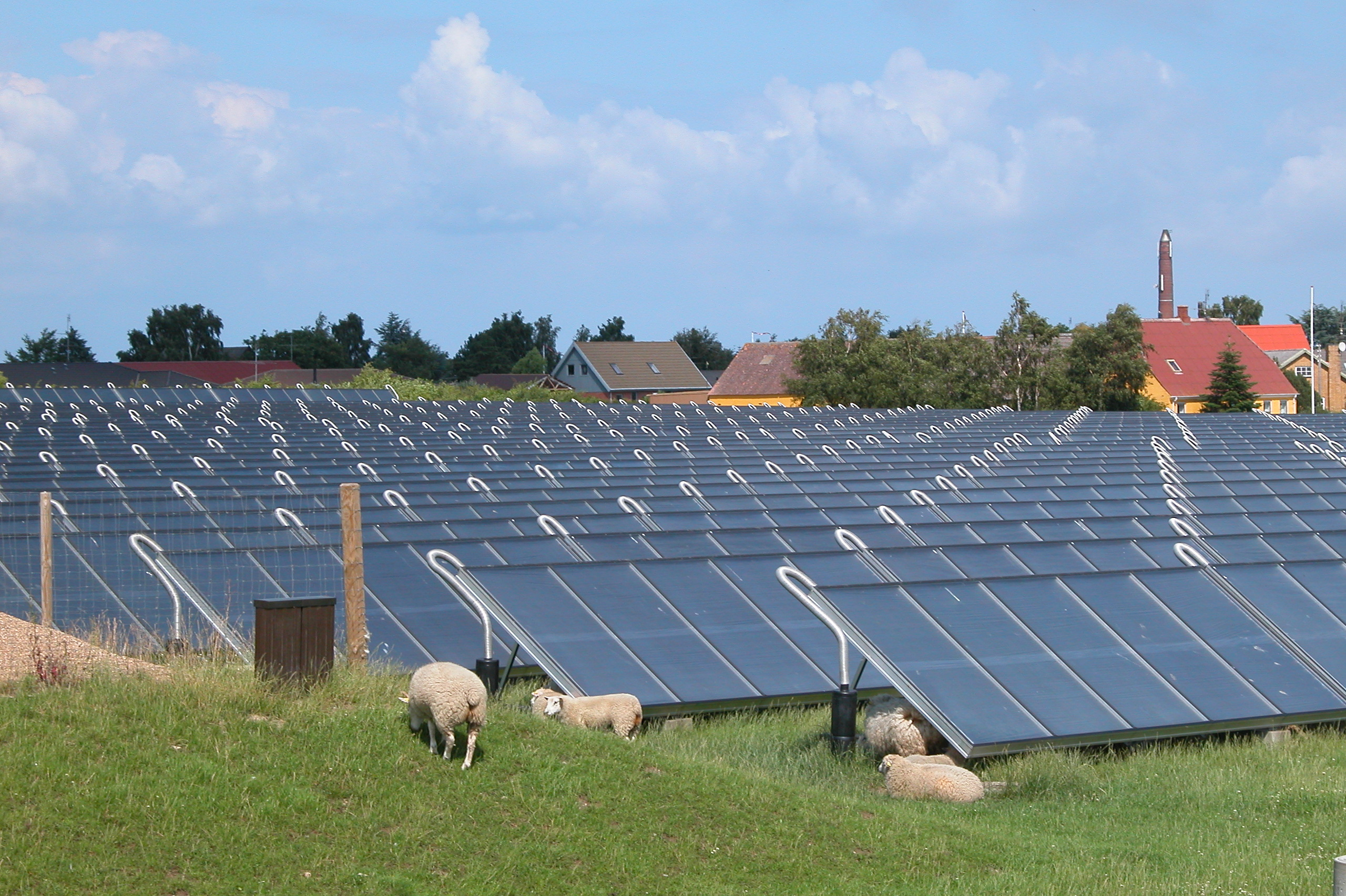
Solarthermieanlage des Wärmeverbundes Marstal

Beginnend ab den 1990er Jahren wurde in Marstal in mehreren Bauschritten eine große Solarthermie-Anlage samt saisonalem Wärmespeicher installiert, die den Wärmeverbund Marstal mit solarer Fernwärme versorgt. Bis 2012 wurde diese Anlage auf eine thermische Leistung von gut 23 MW ausgebaut. Zudem befinden sich vor Ort auch noch Biomassekessel sowie eine zentrale Wärmepumpenheizung, sodass das Wärmenetz komplett mit erneuerbarer Wärme versorgt wird. Diese Solarthermie-Freiflächenanlage war einige Jahre die größte Anlage dieses Typs in Europa.
Marstal war durch eine Fährverbindung mit Rudkøbing auf Langeland verbunden. Diese Verbindung wurde am 21. Januar 2013 eingestellt.
Die Reederei ÆrøXpressen hat den Betrieb auf dieser Route ab dem 1. Januar 2020 mit dem Schiff ÆrøXpressen wieder aufgenommen.

## Söhne und Töchter der Stadt
- Jens Wilken Hornemann (1770–1841), Botaniker
- Carsten Jensen (* 1952), Schriftsteller und Hochschullehrer

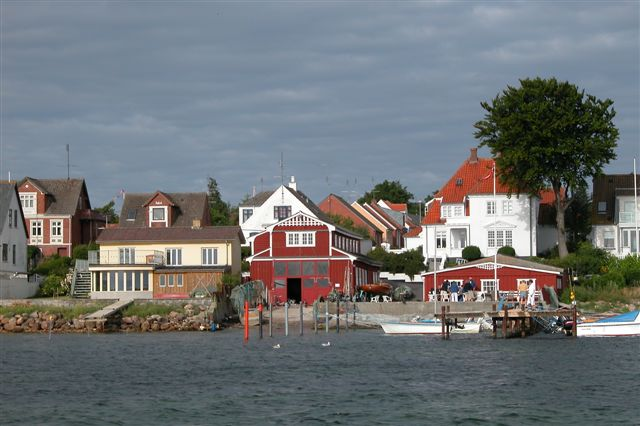
Marstal
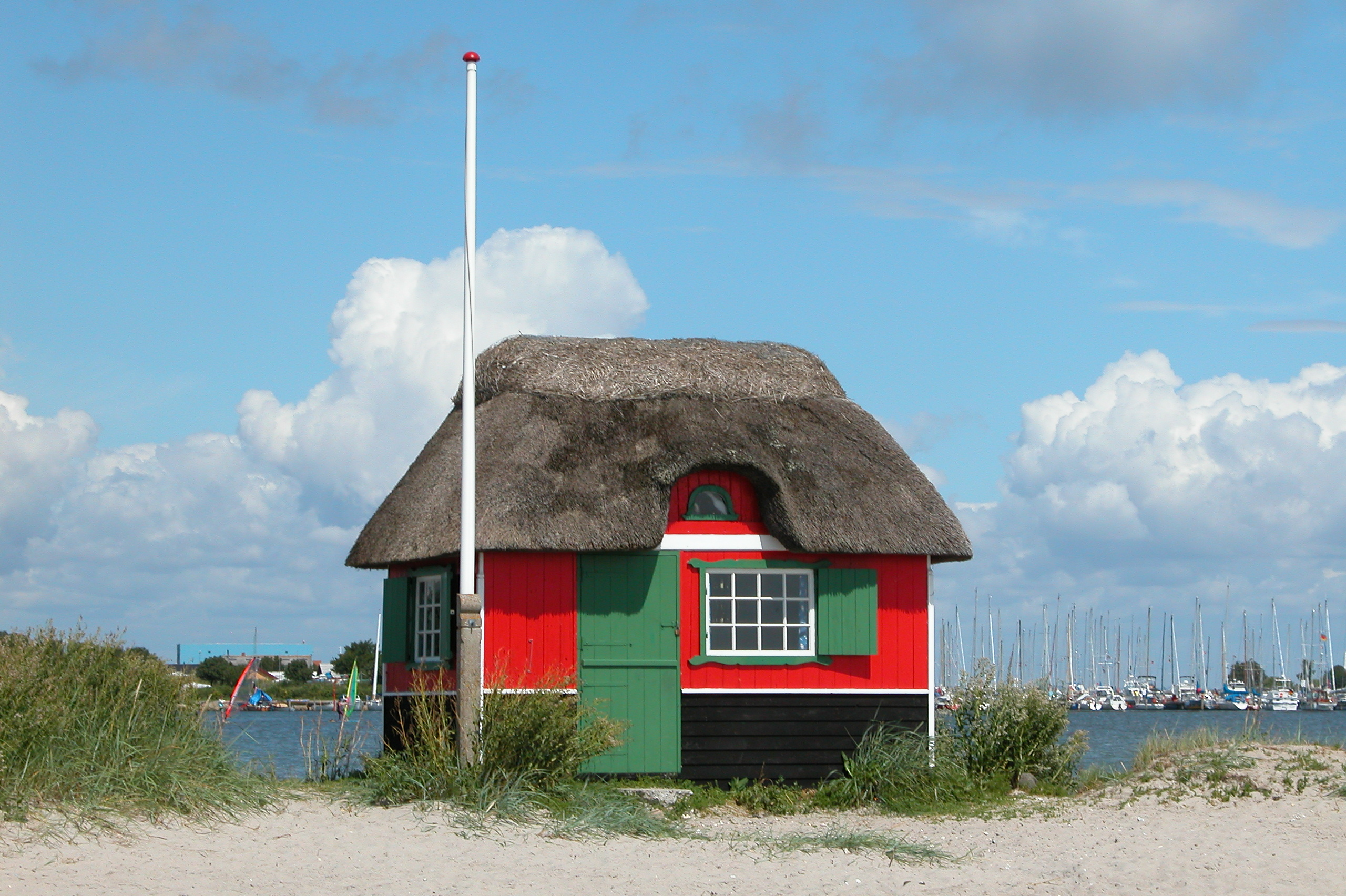
Badehaus in Marstal

## In der Literatur
Die Geschichte Marstals ab dem Gefecht von Eckernförde bis zum Ende des Zweiten Weltkrieges – stellvertretend für die Geschichte des modernen Dänemarks – erzählt Carsten Jensens Roman  Vi, de druknede (deutsch: Wir Ertrunkenen) aus dem Jahr 2006.